# Конопельки (фольклор)
Конопельки (пол. konopielka) — песни пасхального обходного обряда в Подляшье, граничным с Белоруссией регионе Польши.
Их исполняли компании, как правило неженатых парней. Эти песни начинались со слов «мала, тонка конопелька» (пол. mała, cienka konopielka) и повторяющимся рефреном «Хей лолем, хей, вино, да вино зелёное» (пол. Hej łołem, hej, wino, da wino zielone) или «Зелен, явор, дуб» (пол. Zieleń, jawor, dąbrowa). Существовало множество местных вариантов, но всегда в них были пожелания здоровья, благополучия, плодородия в хозяйстве, любви и скорейшего замужества дочери хозяина. Песни исполнялись под аккомпанемент губной гармошки, скрипки и гармоники.